# Rajd Sliven 2012
Rajd Sliven 2012 (32. Mabanol Rally Sliven) – 32 edycja rajdu samochodowego Rajd Sliven rozgrywanego w Bułgarii. Rozgrywany był od 28 do 30 września 2012 roku. Była to jedenasta runda Intercontinental Rally Challenge w roku 2012. Składał się z 13 odcinków specjalnych.

## Klasyfikacja rajdu
| Miejsce                | Kierowca               | Pilot                  | Samochód                 | Czas                   | Strata                 |                        |
| Klasyfikacja generalna | Klasyfikacja generalna | Klasyfikacja generalna | Klasyfikacja generalna   | Klasyfikacja generalna | Klasyfikacja generalna | Klasyfikacja generalna |
| ---------------------- | ---------------------- | ---------------------- | ------------------------ | ---------------------- | ---------------------- | ---------------------- |
| 1.                     | Dimityr Iliew          | Yanaki Yanakiev        | Škoda Fabia S2000        | 1:48:58.7              | 0.0                    |                        |
| 2.                     | Petar Gyoshev          | Dimiatr Spasov         | Peugeot 207 S2000        | 1:49:09.9              | +11.2                  |                        |
| 3.                     | Ignat Isaev            | Milen Iliev            | Mitsubishi Lancer Evo IX | 1:51:02.4              | +2:03.7                |                        |
| 4.                     | Krum Donchev           | Petar Yordanov         | Peugeot 207 S2000        | 1:52:24.0              | +3:25.3                |                        |
| 5.                     | Todor Slavov           | Dobromir Filipov       | Renault Clio R3          | 1:52:48.6              | +3:49.9                |                        |
| 6.                     | Yagiz Avci             | Bahadir Gücenmez       | Ford Fiesta S2000        | 1:53:08.2              | +4:09.5                |                        |
| 7.                     | Martin Kangur          | Ken Järveoja           | Honda Civic Type-R R3    | 1:57:03.2              | +8:04.5                |                        |
| 8.                     | Murat Bostanci         | Onur Vatansever        | Ford Fiesta R2           | 1:59:29.1              | +10:30.4               |                        |
| 9.                     | Robert Consani         | Nicolas Klinger        | Renault Mégane RS        | 2:01:23.1              | +12:24.4               |                        |
| 10.                    | Anton Titov            | Venzislav Mirchev      | Citroën DS3 R3T          | 2:01:49.8              | +12:51.1               |                        |